# Stenoterommata curiy
Stenoterommata curiy is een spinnensoort in de taxonomische indeling van de bruine klapdeurspinnen (Nemesiidae).
Stenoterommata curiy werd in 2008 beschreven door Indicatti.